# 约翰·波德斯塔
约翰·波德斯塔（英語：John Podesta，1949年1月8日—），美國政治人物。1998年至2001年，在比尔·克林顿政府擔任白宮幕僚長。2014年至2015年，在巴拉克·奥巴马政府擔任總統顧問。2022年至2025年，在乔·拜登政府擔任總統高級顧問，自2024年起亦兼任美国总统气候特使。
2016年10月，波德斯塔有约20000封电子邮件被维基解密洩露。

## 外部連結
- C-SPAN內的頁面（英文）
- 约翰·波德斯塔在互联网电影资料库（IMDb）上的資料（英文）